# براد أوتس
براد أوتس (بالإنجليزية: Brad Oates)‏ هو لاعب كرة قدم أمريكية أمريكي، ولد في 30 سبتمبر 1953 في ميسا في الولايات المتحدة.

## وصلات خارجية
- براد أوتس على موقع مرجع كرة القدم المحترفة.كوم (الإنجليزية)